# التدخل بقيادة الولايات المتحدة في سوريا
يشير التدخل الذي تقوده الولايات المتحدة في الحرب الأهلية السورية إلى دعم الولايات المتحدة قوات سوريا الديمقراطية وللمعارضة السورية خلال الحرب الأهلية السورية، والمشاركة النشطة للجيش الأميركي ضد الدولة الإسلامية في العراق والشام، وضد جبهة النصرة من عام 2014. منذ عام 2017، استهدفت الولايات المتحدة أيضا مواقع عسكرية تابعة للحكومة السورية.
زودت الولايات المتحدة أولا مقاتلي الجيش السوري الحر بمساعدات غير قاتلة (بما في ذلك حصص غذائية وشاحنات صغيرة)، ولكنها بدأت بسرعة في توفير التدريب والمال والاستخبارات لقادة المتمردين السوريين الذين تم اختيارهم. خلال الحرب الأهلية السورية، التي بدأت في عام 2011، حاول برنامجان أميركيان مساعدة المتمردين السوريين. وكان أحدهم برنامجا عسكريا خطط لتدريب وتجهيز 15 ألف متمرد سوري لكنه ألغي في عام 2015 بعد أن أنفق 500 مليون دولار ولم ينتج سوى بضع عشرات من المقاتلين. نفذت وكالة المخابرات المركزية برنامجا سريا قيمته 1 بليون دولار حقق نجاحا أكبر، ولكن دمره القصف الروسي وألغته إدارة ترامب في منتصف عام 2017.
بدأت الولايات المتحدة مهام المراقبة على مواقع الدولة الإسلامية في العراق والشام (داعش) في سوريا في سبتمبر 2014. وفي 22 سبتمبر 2014، بدأت الولايات المتحدة والبحرين والأردن وقطر والسعودية والإمارات العربية المتحدة في مهاجمة تنظيم الدولة الإسلامية في العراق والشام داخل سوريا، وكذلك جماعة خراسان في محافظة إدلب إلى الغرب من حلب وجبهة النصرة حول الرقة، في إطار التدخل العسكري ضد تنظيم الدولة الإسلامية في العراق والشام.
كانت الضربة الصاروخية التي نفذتها الولايات المتحدة على قاعدة الشعيرات الجوية في 7 أبريل 2017 هي المرة الأولى التي تصبح فيها الولايات المتحدة مقاتلا مباشرا متعمدا ضد الحكومة السورية، ومثلت بداية سلسلة متعمدة لعمل عسكري مباشر من جانب الجيش الأميركي ضد القوات الحكومية السورية والقوات الموالية للحكومة في الفترة من مايو إلى يونيو 2017 وفبراير 2018.
في منتصف يناير 2018، أشارت إدارة ترامب إلى أنها تعتزم الإبقاء على وجود عسكري مفتوح في سوريا للتصدي لنفوذ إيران والإطاحة بالرئيس السوري بشار الأسد.
قُتل عنصر في الجيش السوري وأصيب اثنان آخران في هجوم بقنبلة نفذته طائرة أمريكية في 17 آب 2020 قرب ريف الحسكة شمال شرقي سوريا. كان موقع الهجوم حاجزاً لقوات الجيش السوري تحت سيطرة القوات الكردية. ووقع الحادث بعد لحظات من منع دورية أمريكية من المرور عبر حاجز للجيش في المنطقة.

## انتهاكات حقوق الإنسان

### استهداف المدنيين
وفقا المرصد السوري لحقوق الإنسان قتل ما لا يقل عن 29 مدنيا بينهم 14 طفلا يوم الثلاثاء 8 أغسطس 2017 في غارات جوية شنها التحالف الذي تقوده الولايات المتحدة في الرقة المعقل الرئيسي لتنظيم داعش في سوريا. وكان التحالف أعلن في يوليو أن غاراته قتلت ما لا يقل عن 600 مدني في كل من العراق وسوريا منذ أن بدأ العمليات في 2014 وهو رقم أقل كثيرا من الذي تعطيه جهات المراقبة المستقلة.

## انسحاب الولايات المتحدة
في 19 ديسمبر 2018 أعلن الرئيس دونالد ترامب أنه سيسحب جميع القوات الأمريكية من سوريا في عام 2019، دون تحديد جدول زمني. ويوجد لدى الولايات المتحدة 2000 جندي يقاتلون في سوريا ضد تنظيم الدولة الإسلامية.

## وصلات خارجية
- عملية العزم الصلب
- ISIL frontline maps (Syria)